# Anton Petzer
Anton Petzer (ab 1876: Petzer von Rasenheim, * 19. Februar 1794 in Niederrasen; † 3. Mai 1887 in Innsbruck) war ein österreichischer Richter und Politiker.

## Leben
Petzer war der Sohn eines Patrimonialrichters und katholischer Konfession. 1809 war er Teilnehmer an den napoleonischen Kriegen in Tirol in der Brunecker Schützenkompanie im Rang eines Unterleutnants. Von 1812 bis 1814 studierte er Rechtswissenschaft an der Universität Landshut.
Von 1817 bis 1824 war er Landesgerichtsaktuar in Altrasen und seit 1824 Landrichter. In dieser Funktion wirkte er zunächst in St. Lorenzen im Pustertal, dann in verschiedenen Orten Süd- und Nordtirols und <1848–49> in Bruneck. Später war er Richter in Innsbruck. Dort war er von 1854 bis 1859 Staatsanwalt beim Landesgericht in Innsbruck und zuletzt von 1859 bis 1864 Oberlandesgerichtsrat in Innsbruck. 1864 trat er in den Ruhestand, den er in Innsbruck verlebte.
Vom 19. Oktober 1848 (für Vincenz Gasser) bis zum 14. April 1849 vertrat er den Wahlkreis Tirol (1. Pustertal und am Eisack, Bruneck) in der Frankfurter Nationalversammlung. Im Parlament blieb er fraktionslos und stimmte mit der Rechten. Er gehörte zu den Angeordneten, die gegen die Wahl Friedrich Wilhelms IV. zum Kaiser der Deutschen stimmten. Von Oktober bis Dezember 1848 gehörte er dem Katholischen Club in Frankfurt am Main an. Ab 1858 war er Mitglied und Vorstand der Landwirtschaftsgesellschaft für Tirol und Vorarlberg und 1865 Mitglied im Bürgerausschuss in Innsbruck. Seit 1875 gehörte er auch der Landesverteidigungs-Oberbehörde in Innsbruck an.
Zwischen 1867 und 1876 war er Abgeordneter im Tiroler Landtag. Er war von 1867 bis 1870 Mitglied des Landesausschusses und vertrat konservative Positionen.
Er war Ehrenmitglied der katholischen Studentenverbindung AV Austria Innsbruck.